# Дом-музей академиков А. Е. и Б. А. Арбузовых
Дом-музе́й акаде́миков А. Е. и Б. А. Арбу́зовых — российский государственный (ведомственный) мемориальный музей при Институте органической и физической химии имени А. Е. Арбузова Казанского научного центра Российской академии наук (РАН). Расположен в городе Казани (Республика Татарстан). Он посвящён повседневной жизни и научной деятельности выдающихся советских химиков — академиков Александра Ерминингельдовича и Бориса Александровича Арбузовых.
Строительство здания деревянного особняка краеведы относят к 1913 году. Здание представляло собой городскую усадьбу в стиле русской эклектики или модерна. Оно никогда не перестраивалось, поэтому сохранило архитектурные детали, внутреннюю планировку и отделку помещений. Усадьба первоначально принадлежала племяннице художника Ивана Шишкина Марии Алексеевой. Александр Арбузов поселился по этому адресу с супругой и тремя детьми в 1916 году и жил здесь до самой смерти в 1968 году. Дом не принадлежал академику на правах собственности: вплоть до Октябрьской революции он его арендовал, а после национализации дом перешёл в государственную собственность.
Постановлением Президиума Академии наук СССР от 28 марта 1969 года здесь был организован мемориальный музей Александра Арбузова. Он открылся 22 сентября 1971 года. 18 сентября 2001 года (к десятилетию со времени смерти Бориса Арбузова) Президиум Российской академии наук своим постановлением переименовал музей в дом-музей академиков А. Е. и Б. А. Арбузовых. Экспозиция музея делится на две части. Историко-биографическая отражает события жизни, научной, общественной и государственной деятельности академиков Арбузовых. Мемориально-бытовая — гостиная, столовая, спальня, кабинет Бориса Арбузова, кухня, летняя веранда, сохранившие интерьер, относящийся к годам проживания здесь семьи Арбузовых, и садик, в котором Александр Арбузов часто работал.

## Александр и Борис Арбузовы и дом в Катановском переулке

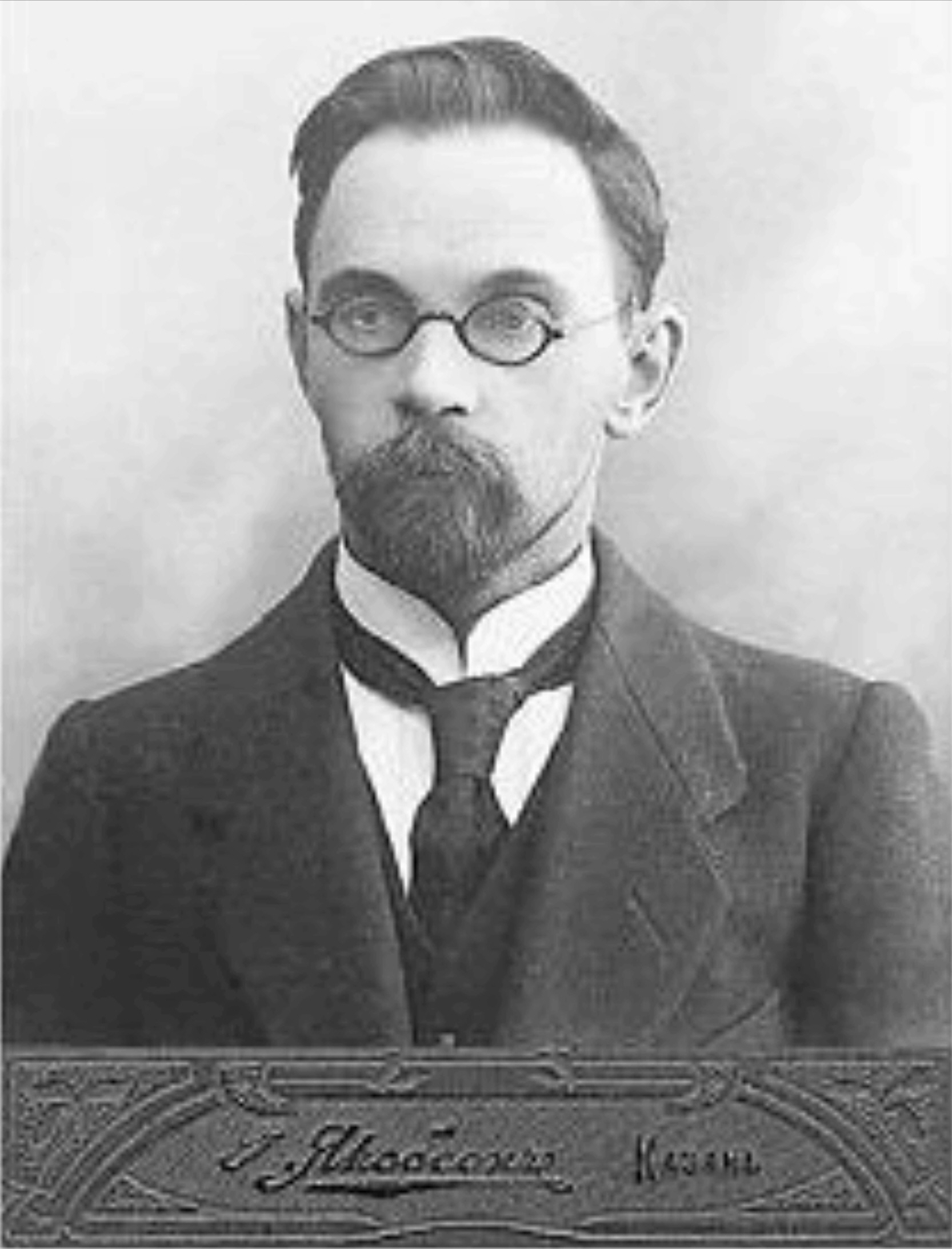
Александр Арбузов в 1914 году

Академик Александр Ерминингельдович Арбузов поселился по этому адресу с супругой и тремя детьми в 1916 году и жил здесь до конца своей жизни (1968 год). Авторы брошюры «Академик А. Е. Арбузов в Казани» объясняли этот факт тем, что академик был человек патриархальный и несколько консервативный. В квартире за это время побывало много выдающихся учёных-химиков этого времени: Николай Зелинский, Алексей Фаворский, Сергей Реформатский, Алексей Чичибабин, Вячеслав Тищенко, Николай Курнаков и другие.
К 1916 году Александр Арбузов уже получил широкое признание как крупный учёный-химик. В 1910 году он совершил поездку в Германию, Францию, Швейцарию и Италию для изучения уровня исследовательской работы по органической химии в этих странах. В 1911 году Арбузов стал победителем всероссийского конкурса на должность экстраординарного профессора Императорского Казанского университета и возглавил с этого времени кафедру органической химии. В 1915 году он защитил докторскую диссертацию «О явлениях катализа в области превращений некоторых соединений фосфора» и был утверждён в должности ординарного профессора этого университета. Дом в Катановском переулке не принадлежал Александру Арбузову: вплоть до Октябрьской революции он его арендовал, а после национализации дом перешёл в государственную собственность.
Тяжёлым временем для семьи называла дочь академика Ирина 1918 и 1919 годы. Во время артиллерийских обстрелов города отец отправлял детей в подвал дома, а о смене власти домочадцы узнавали по форме входивших в город отрядов. Сохранился документ, выданный Арбузову домовым комитетом 29 марта 1920 года (с сохранением стиля и орфографии оригинала):

Препровождаю при сём удостоверение домкомов, прошу выдать ниже поименованным служащим завода ордер на обувь и галоши — Арбузову Александру. [Подпись, печать]
Приложение: Удостоверение домового комитета переулка 3-й гимназии. Настоящим удостоверяю, что гр. Арбузов, Александр Ерминингельдович, проживающий в д. № 8, кв. 3 по переулку 3-й гимназии, ни разу ни резиновых галош, ни ботинок не получал. Марта 29 дня 1920 года. Председатель домкома [(подпись). Печать]— Николай Гречкин, Владимир Кузнецов. А. Е. Арбузов
В годы Великой Отечественной войны семья академика насчитывала уже 11 человек разного возраста (из Москвы в Казань в это время вернулся младший сын Юрий со своей семьёй, а из Ленинграда — дочь Ирина), тем не менее Александр Арбузов приютил у себя эвакуированные из Москвы семьи академиков Александра Ферсмана и Александра Фрумкина. В столовой сложили русскую печь для приготовления пищи и обогрева жилища. Ферсман вспоминал позже: «…это были трудные времена, но собрание под одной крышей прекрасных, милых людей облегчало жизнь».
Друг и биограф академика, кандидат химических наук Николай Гречкин писал, что домашний отдых Александра Арбузова был активным. Он не сидел без дела: занимался литературной работой, слушал новости по радио, а затем делился ими с членами семьи, музицировал… Кандидат химических наук Вера Зороастрова, близко знавшая академика и часто посещавшая его дом, рассказывала:

Обстановка квартиры простая, более того, даже строгая. Никакой роскоши в доме не было. Полное отсутствие того, что мы называем мещанством. В гостиной, служившей одновременно и кабинетом, находились большой старинный письменный стол, рояль, книжный шкаф, этажерка с книгами, нотами, папками. На стенах картины природы, написанные академиком в годы молодости… В семье было традицией отмечать день рождения Екатерины Петровны [супруги академика]… После праздничного обеда следовал чай, за которым А. Е. Арбузов сам готовил бутерброды и угощал вареньем и конфетами. В домашней обстановке Александр Ерминингельдович всегда был приветлив, радушен, гостеприимен и прост. Любил рассказывать о своих учителях, о русских ученых, со многими из которых он был знаком лично. Вспоминал эпизоды из своих студенческих лет.— Вера Зороастрова. [Воспоминания об Александре Арбузове]
Ляля Мухамедова вспоминала, что у гостей дома Арбузовых всегда возникали волнения о том, как себя держать в присутствии учёных. Скованность быстро исчезала под влиянием гостеприимства  хозяев, непринуждённой атмосферы, которая царила в доме на Школьной улице.
Авторы путеводителя по дому-музею отмечали, что для семейной атмосферы Арбузовых были характерны теплота, «скромность, достоинство и высокая личная культура». В декоративном садике рядом с домом Александр Арбузов посадил кустарники, деревья и многолетние цветы. Особую гордость учёного вызывали выращенные им самим пармские фиалки, которые цвели два раза в год. Сотрудница Физико-технического института Казанского филиала АН СССР Фазиля Валитова вспоминала: «Александр Ерминингельдович любил цветы, восхищался их красотой, называл их чудом природы. В маленьком садике при доме он сажал цветы, поливал, ухаживал за ними. Ранней весной из этого сада А. Е. Арбузов приносил в лабораторию душистые пармские фиалки». Старший сын Александра Арбузова Борис также ухаживал за садиком, но, по словам доктора химических наук Ляли Юлдашевой, предпочитал шиповник и жасмин.

## Здание музея

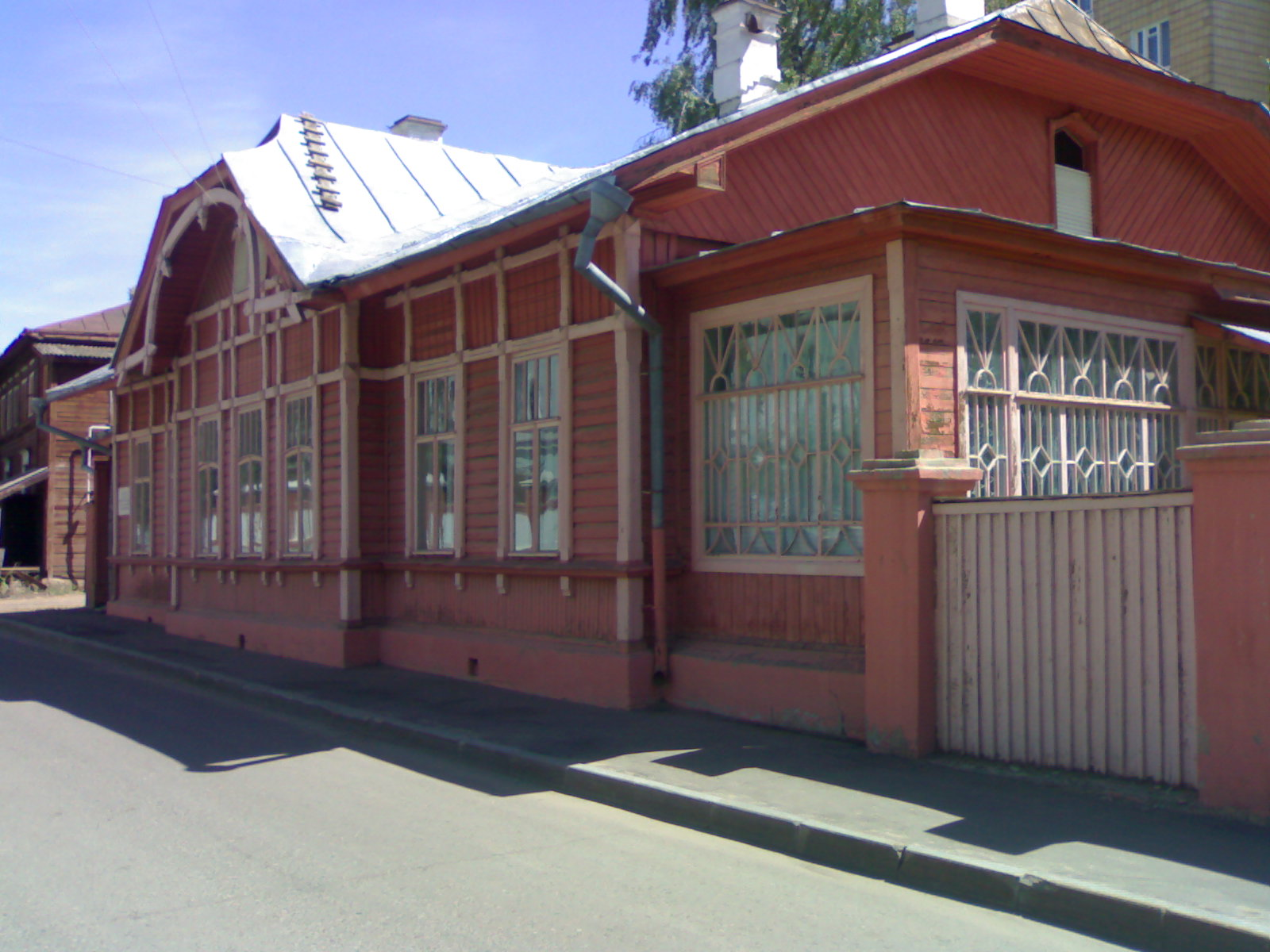
Здание дома-музея академиков А. Е. и Б. А. Арбузовых

Строительство здания деревянного особняка в Катановском переулке (в царское время он назывался переулком 3-й гимназии, в советские годы носил название Школьный) Казани краеведы относят к 1913 году. Здание представляло собой городскую усадьбу в стиле русской эклектики или модерна. Иллюстрированный каталог «Объекты культурного наследия Республики Татарстан», вышедший в 2020 году, охарактеризовал здание как образец позднего модерна и подражание фахверку. Оно никогда не перестраивалось, поэтому сохранило архитектурные детали, внутреннюю планировку и отделку помещений. Усадьба первоначально принадлежала племяннице художника Ивана Шишкина Марии Алексеевой. Особняк занимает площадь 285 квадратных метров, а вместе с мемориальным садиком — 590. Он является объектом культурного наследия Республики Татарстан в соответствии с Постановлением № 320 Совета Министров Татарской АССР от 27 июля 1987 года и Постановлением Кабинета министров Республики Татарстан «О переходе памятников истории и культуры республиканского (Российская Федерация) значения к памятникам истории и культуры республиканского (Республика Татарстан) значения» № 188 от 15 апреля 1993 года.

## Формирование экспозиции и фондов музея
Музыкальные инструменты Александра Арбузова в экспозиции дома-музея
Академик Александр Арбузов проживал по этому адресу с 1916 по 1968 год. Постановлением Президиума Академии наук СССР от 28 марта 1969 года здесь был организован мемориальный музей учёного. Он открылся 22 сентября 1971 года. Инициаторами создания дома-музея стали трое детей Александра Арбузова, получившие широкую известность учёные-химики. Первую экскурсию провёл старший сын Александра Арбузова — академик Борис Александрович Арбузов. Так как до 1955 года он проживал с отцом в этом здании, то 18 сентября 2001 года (к десятилетию со времени смерти Бориса Арбузова) Президиум Российской академии наук своим постановлением переименовал музей в дом-музей академиков А. Е. и Б. А. Арбузовых. Ещё раньше, в 1993 году, в мемориальном музее была воссоздан кабинет Бориса Арбузова и в нём была создана экспозиция, посвящённая учёному.
Большая часть фондов и экспозиции музея была при его основании передана Борисом Арбузовым. В 1988 году от вдовы профессора Юрия Арбузова (младшего сына Александра Арбузова) Натальи Елагиной в музей поступили некоторые научные труды Александра Арбузова, коллекция фотографий и научная библиотека (по другой версии, это произошло сразу после смерти Юрия в 1971 году). В 1992 году дочь Бориса Арбузова Марина Борисовна передала в коллекцию личные вещи отца: научные журналы, рукописи его научных работ, памятные знаки и медали. В 1998—2013 годах музей пополнили вещи из семейного архива Арбузовых, которые были переданы в дар музею А. Н. Гречкиным — сыном ученика и биографа Александра Арбузова Н. П. Гречкина.
В настоящее время фонды Дома-музея академиков Арбузовых комплектуются по персоналиям. Они включают в себя: фонд академика Александра Арбузова (Ф. 1), фонд академика Бориса Арбузова (Ф. 2), фонд кандидата химических наук Николая Гречкина (Ф. 3), фонд доктора химических наук Юрия Арбузова (Ф. 4), фонд доктора химических наук Ирины Арбузовой (Ф. 5, после её смерти в январе 1989 года Борис Арбузов передал хранившиеся у неё документы, рукописи, фотографии, а также некоторые её научные статьи), фонд русского и советского архитектора Карла Мюфке (Ф. 6, Мюфке был мужем сестры Александра Арбузова Наталии), фонд Марины Арбузовой (Ф. 7, внучка Александра Арбузова) и научно-вспомогательный фонд. На 1 января 2017 года основной фонд музея составлял 27 431 единиц хранения, а научно-вспомогательный — 1079 единиц хранения. На 1 января 2021 года основной фонд музея увеличился до 28 322 единиц хранения, а научно-вспомогательный составил 1113 единиц.
Наиболее ценными в фондах являются мебель конца XIX — начала XX века (50 единиц хранения), библиотека академиков Арбузовых (в том числе книги с дарственными надписями) — около 5000 единиц хранения, картины Александра Арбузова (6 единиц хранения), переписка академиков Арбузовых с советскими и иностранными деятелями науки (более 2000 единиц хранения). Розыском писем, автором или адресатом которых был Александр Арбузов, а также свидетельств его общественной деятельности для фондов и экспозиции музея занимался бывший аспирант Арбузова — Николай Гречкин.
В настоящее время дом-музей академиков А. Е. и Б. А. Арбузовых находится на балансе Института органической и физической химии имени А. Е. Арбузова Казанского научного центра Российской академии наук.
На общественных началах музеем в разное время заведовали Ф. Г. Валитова, В. М. Зороастрова, Н. П. Гречкин, Н. А. Чадаева. Штатная единица была выделена только 1 ноября 1986 года. Целых 24 года директором музея была выпускница химфака Казанского государственного университета Надежда Михайловна Гайдукова. В 2022 году в Доме-музее академиков А. Е. и Б. А. Арбузовых работают три сотрудника — директор музея, выпускница истфака Казанского государственного университета Н. С. Кореева и хранители фондов: выпускница факультета социальных и гуманитарных технологий Казанского государственного технологического университета М. С. Огородникова и выпускница факультета музеологии Казанского федерального университета Эльвира Исхакова. Основные направления деятельности музея:
- комплектование, хранение и учёт фондов;
- проведение экскурсий, тематических вечеров, разработка музейно-педагогических программ;
- ведение исследовательской работы с фондами.

Дом-музей входит в Ассоциацию музеев Татарстана (R2223).
Экспозиция музея в настоящее время делится на две части. Историко-биографическая отражает события жизни, научной, общественной и государственной деятельности академиков Арбузовых. Мемориально-бытовая — гостиная, столовая, спальня, кабинет Б. А. Арбузова, кухня, летняя веранда и садик. Общая площадь экспозиции музея — 150,2 квадратных метра. За время существования музея в нём побывали гости из Польши, Германии, Франции, Италии, Великобритании, США и Японии. Авторы путеводителя по музею называли его не только данью уважения по отношению к великим учёным, но и источником знаний и опыта, а также патриотизма для его посетителей.

## Биографический раздел экспозиции
Знакомство с музеем начинается с помещения, экспозиция которого знакомит посетителей с биографией и основными этапами научной деятельности Александра и Бориса Арбузовых. Здесь собраны документы, фотографии, книги, рукописи. В экспозиции несколько разделов. Первый из них посвящён детству учёного, его родителям, учёбе в гимназии (представлены номера журналов «Нива» за 1882 год, по которым будущий академик учился читать), второй раздел — учёбе в Казанском университете. Следующие разделы отражают различные аспекты деятельности академика: научную (представлены, например, стеклянные приборы, задуманные и изготовленные лично Арбузовым), педагогическую, государственную (к 1967 году Арбузов пять раз избирался депутатом Верховного Совета СССР, а в 1958 году даже открыл его сессию в качестве старейшего среди принимавших участие в работе депутатов, он — Герой Социалистического Труда, был награждён пятью орденами Ленина и орденом Трудового Красного Знамени; стал лауреатом Государственных премий СССР) и общественную (широко были известны его публичные лекции, привлекавшие значительную аудиторию, сопровождаемые демонстрацией экспериментов перед рабочими и студентами различных вузов Казани). Отдельный раздел экспозиции — «Казань — колыбель русской органической химии», демонстрирующий преемственность традиций от Николая Зинина до настоящего времени.
Современный биографический раздел экспозиции создан в 2003 году к 100-летию Бориса Арбузова на средства Музейного совета Российской академии наук. Его создал авторский коллектив в составе: Е. И. Карташёва, Г. А. Володина, Н. М. Гайдукова, Н. С. Кореева, отвечавшие за замысел и содержание экспозиции; А. С. Угаров, О. Р. Гасимов, А. А. Угаров, создавшие её оформление; И. М. Юсупов, отвечавший за фотоснимки.

## Мемориальная часть

### Прихожая
Мемориальная экспозиция начинается в прихожей, где представлены личные вещи семьи Арбузовых: сундук, комод, керосиновая лампа и бюст русского баснописца Ивана Крылова. Иллюстрированный каталог «Объекты культурного наследия Республики Татарстан» не включил прихожую в число помещений, сохранивших мемориальный интерьер. Такую же позицию занимала и брошюра, выпущенная в 1977 году

### Гостиная

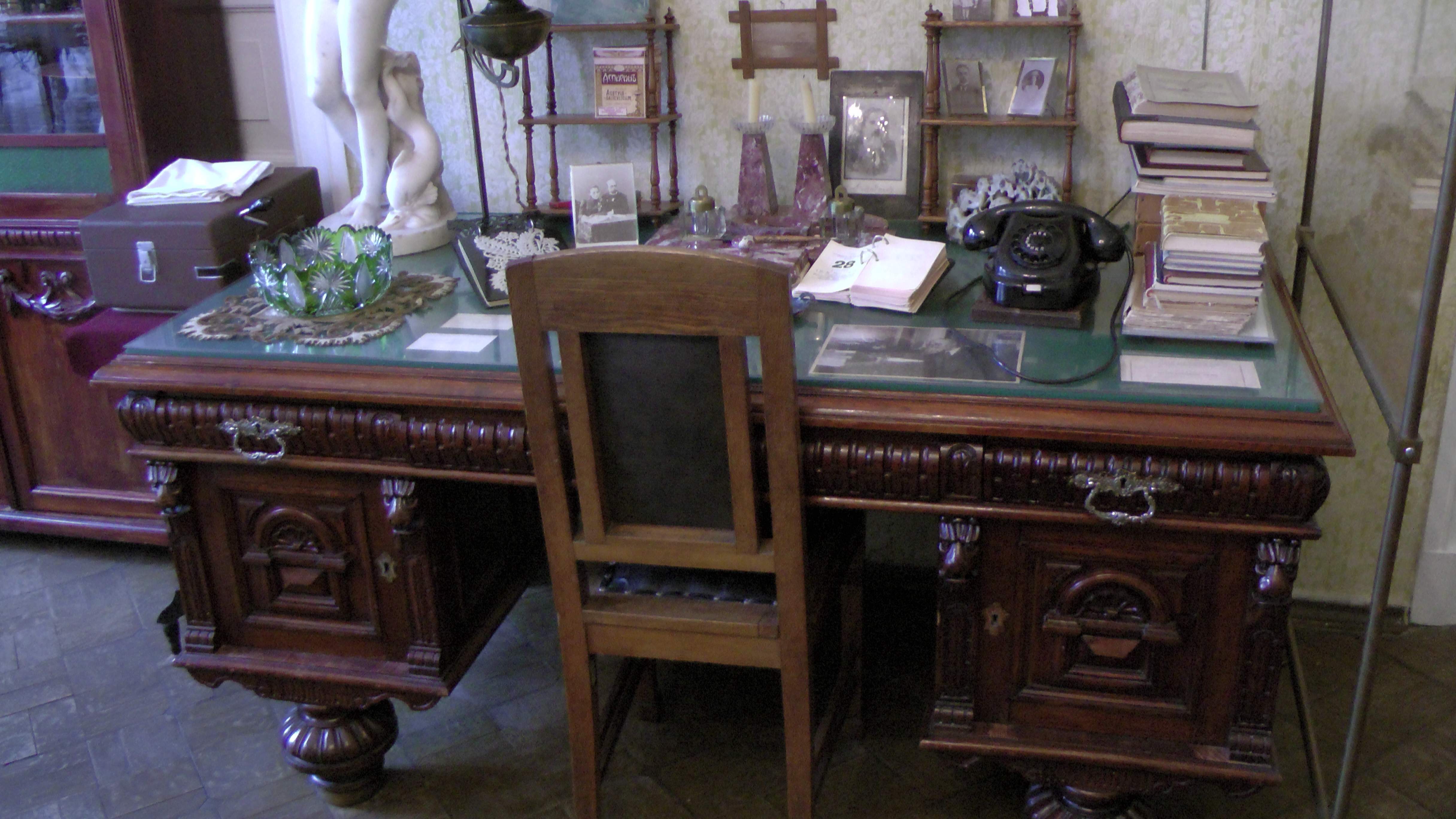
Рабочий стол Александра Арбузова

Гостиная и одновременно рабочий кабинет Александра Арбузова — место вечернего собрания всей семьи академика. Александр Арбузов не имел отдельного кабинета. В гостиной возле двери стоит массивный рабочий стол, за которым он и занимался домашними делами. Академик считал, что занятия наукой должны ограничиваться рабочим временем и лабораторией, дом же, по его мнению, существует для отдыха. Он говорил:

Не могу себе представить химика, не знакомого с высотами поэзии, с картинами мастеров живописи, с хорошей литературой. Вряд ли он создаст что-либо значительное в своей области.— Рафаэль Миргазизов. Три страсти академика Арбузова
В статье «Нужно ли ссориться?» (1963), посвящённой проблеме соотношения науки и увлечения искусством в жизни учёного, Арбузов писал:

…для успешного выполнения и сохранения тонуса основной деятельности того или иного специалиста необходима, как учит физиология, хотя бы на короткий срок, какая-то смена и деятельности, и впечатлений, будь ли то прогулка,  т. е. пребывание на воздухе, занятие спортом, или, как я сказал, умеренное и разумное увлечение различными видами искусства. Все эти виды перерыва и отвлечения от основной своей деятельности,  т. е. научной работы, я широко применял и до сих пор применяю.— Александр Арбузов. Нужно ли ссориться?
Кандидат технических наук А. С. Лозовой, в своё время исполнявший обязанности научного руководителя музея Казанского химико-технологического института, сохранил описание гостиной при жизни академика Александра Арбузова в 1965 году. В то время в ней находились сразу два рояля, на которых высились десятки стопок научных журналов. Среди них лежала самая любимая из нескольких принадлежавших академику скрипок. На старинном письменном столе, за которым, по просьбе Лозового, Арбузов писал обращение к школьникам-участникам Первой всероссийской олимпиады школьников по химии, стояла скульптура Венеры и лежали десятки нераспечатанных почтовых конвертов с ещё не прочитанной корреспонденцией. Обращали на себя внимание мягкие кресла, покрытые белыми чехлами, и книжные шкафы. Среди вещей, которые хозяин с гордостью продемонстрировал посетителю, был гимназический дневник Александра Арбузова за 1893 год. Лозового удивила аккуратность его ведения: уроки, задания, каллиграфический почерк, при этом оценки были разными: пятёрки, четвёрки, тройки….
В гостиной устраивались музыкальные концерты, театрализованные представления, проводились конкурсы и разыгрывались шарады. Под Новый год в гостиной устанавливалась ёлка. Доктор химических наук Нина Полежаева вспоминала, что на праздновании Нового года в доме Арбузовых старший из сыновей академика всегда изображал Деда Мороза. В этом качестве он раздавал присутствующим подарки. Заранее готовилась праздничная программа, включавшая сценки, шарады и поздравления, много танцевали. Основной костяк гостей во времена Полежаевой составляли сверстники дочери Бориса Арбузова Марины. Это были музыканты, химики, физики и математики. На празднике было «интересно, занимательно и весело». Не оставались в стороне Александр Арбузов и его супруга.
Ляля Мухамедова вспоминала игру в шарады. Заводилой и душой общества был Борис Арбузов. Несколько человек загадывали слово и сначала изображали его отдельные слоги, а затем слово в целом. Зрители должны были его угадать. В одной из шарад Борис Арбузов изображал шакала. Ему приделали хвост и по гостиной он передвигался на четвереньках. Когда шарада была связана со словом «шоколад», то группа молодёжи сначала изображала грешников в аду, а затем демонстрировала шоколадную конфету.
В просторной комнате представлен массивный рабочий стол, сделанный из дуба. На нём экспонируются принадлежавшие учёному лампа с шёлковым абажуром, письменный прибор, пресс-папье, телефон и фотографии близких, а также скульптура Венеры. В комнате находятся трюмо и книжный шкаф со справочной литературой. В интерьер комнаты входят также диванчик, кресла, журнальный столик, письменный столик супруги Александра Арбузова — Екатерины Петровны, старинные люстра и светильники. На этажерках находятся ноты, грампластинки и альбомы. Важное место в интерьере занимают старинные часы с боем британского производства.
Александр Арбузов был разносторонне образованным человеком. В мемориальной гостиной представлены акварели, созданные учёным в молодости. Это — копии репродукций русских пейзажистов Ивана Айвазовского и Архипа Куинджи. Лирические пейзажи академика были выполнены акварелью и маслом. В автобиографической статье Арбузов подтверждал, что копировал не оригиналы работ, а цветные открытки. Среди представленных в доме-музее картин есть и самостоятельные работы академика. Эти работы видел казанский художник Кондрат Максимов, который заявил, что с радостью взял бы их автора к себе в художественную артель. Сам Кондрат Максимов оставил свидетельство о посещении Александром Арбузовым сначала его персональной выставки в Казани, а затем и его художественной мастерской. Академик интересовался технологией изготовления масляных красок, процессом работы художника над картинами и приобрёл у него ряд эскизов к представленным на выставке работам, а также несколько натюрмортов. В отличие от своих сестёр Александр Арбузов не получил образования живописца, но его работы получили положительную оценку профессионалов.
В гостиной хранились фотоальбомы с чёрно-белыми и цветными снимками, сделанными Александром Арбузовым. Лозовой, которому академик их демонстрировал, отмечал «изящество и любовь», с которыми были созданы фотографии. Он сделал вывод, что фотоискусство было одним из хобби академика. Догадка подтвердилась, когда в дом-музей поступили сотни негативов фотографий, сделанных учёным.
В экспозиции находится одна из скрипок, принадлежавших академику (в детстве он учился в частной музыкальной школе дирижёра и композитора Александра Орлова-Соколовского), и рояль «J. Kerntopf & Fils» польского производства (на нём Арбузову аккомпанировала во время семейных концертов внучка академика — Марина, ставшая музыкальным педагогом). Александр Арбузов владел несколькими скрипками. Детскую он сохранял как память. Наиболее ценной в своей коллекции он считал скрипку работы известного французского мастера Жана Батиста Вильома, относящуюся к 1850-х годам. Современники упоминали и другую скрипку Александра Арбузова — работы выдающегося австрийского мастера Якоба Штайнера. Именно она обычно лежала на рояле в гостиной. О серьёзности отношения учёного к своему увлечению говорят книги из его библиотеки по истории скрипки, теории скрипичной игры, по технологии изготовления скрипок. В архиве Арбузова сохранилась переписка, в которой он выступает в качестве эксперта на выдвижении мастерской по изготовлению музыкальных инструментов Большого театра на соискание Государственной премии СССР. Собеседнику в домашней обстановке академик мог прочитать импровизированную лекцию «о материалах и тонких деталях формы скрипок, необходимых для хорошего исполнения, о тайнах искусства старых скрипичных мастеров».
Учёный мечтал о создании из членов своей семьи струнного квартета — детей обучали музыке. Борис Арбузов сам на музыкальных инструментах не играл, но всегда присутствовал на домашних концертах, посещал концертные залы и любил классическую музыку. К его супруге Ольге Андреевне и дочери Марине приходили музыканты-любители, которые устраивали импровизированные ансамбли. Александр Арбузов принимал участие в любительском струнном квартете из своих коллег. Писатель Рафаэль Миргазизов утверждал, что квартет был создан в 1925 году, учёный исполнял партию второй скрипки. На роль первой скрипки был приглашён профессиональный музыкант. Сам Александр Арбузов, однако, утверждал, что этот квартет (профессиональный скрипач Жилонский, Арбузов и его два ученика-студента) был создан гораздо раньше, ещё до революции, во время работы в Ново-Александрийском институте сельского хозяйства, а в Казани был организован другой, в состав которого входили он сам, два его студента, а партию виолончели исполнял профессор Казанского университета Владимир Бургсдорф. С. И. Поликарпов даже называл имена этих двух студентов: Н. Л. Парфентьев и В. В. Евлампиев. Во время Великой Отечественной войны Арбузов устраивал концерты в воинских частях и госпиталях города, создав любительский симфонический оркестр. На одной из своих публичных лекций он сначала рассказал о научной деятельности Александра Бородина, а затем вместе с коллегами по Казанскому университету исполнил его Квартет № 2. Когда в силу возраста академик уже не мог играть на скрипке, он выступал с вводным словом к концертам, которые проводились в Казанском филиале Академии наук СССР. В архиве Александра Арбузова сохранились дипломы, выданные ему на конкурсах музыкантов-любителей. Александру Арбузову принадлежала статья о жизни и творчестве Бородина, опубликованная в 1958 году в газете «Юный сталинец», «которая сделала бы честь любому профессиональному музыковеду».

### Столовая

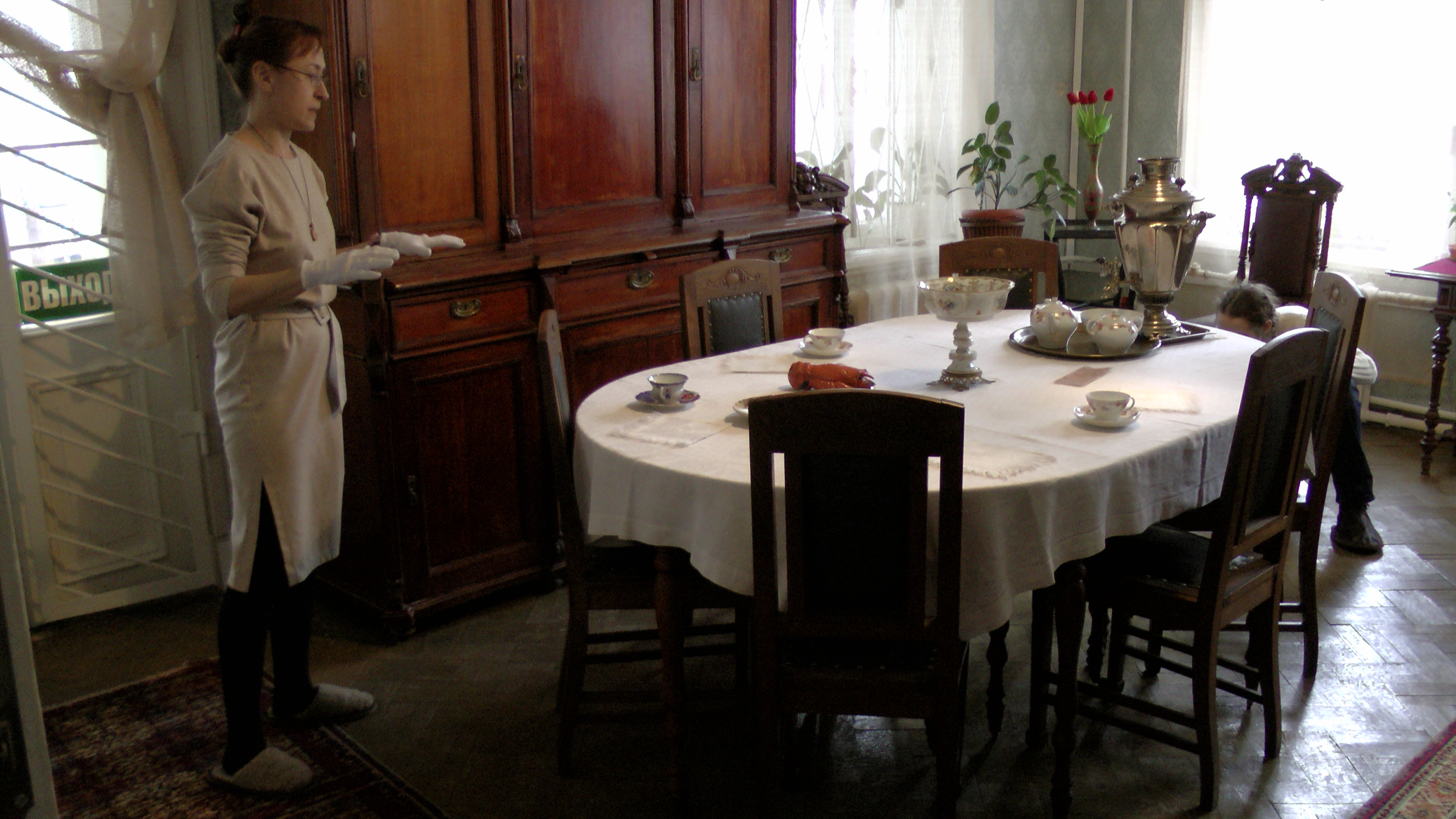
Столовая семьи Арбузовых

В центре столовой располагается большой обеденный стол. За каждым из членов семьи были закреплены собственные столовые принадлежности, которые представлены в экспозиции. Интерьер дополняют старинные часы с маятником, ломберный столик, буфет, книжный шкаф, где книги по химии соседствуют с работами по краеведению, истории и художественной литературой (все находящиеся в нём книги имеют дарственные надписи Александру Арбузову от авторов), а также комнатные цветы, за которыми ухаживала Екатерина Арбузова. В столовой находится печка с плитой. Во время Великой Отечественной войны именно в этой комнате проживала семья академика.
Доктор химических наук Ислам Али-заде вспоминал сценку, происходившую в этом помещении: «Екатерина Петровна накрыла стол. Александр Ермингельдинович попросил ещё одну рюмку. Жена возражала, ведь доктор не велел пить. — „Я только немного, одну рюмку, ведь Ислам Гафарович приехал“».

### Веранда
Из столовой экспозиция ведёт на летнюю веранду, в которой находятся стол, плетёная дачная мебель, диван и верстак для столярных работ, на котором трудился Александр Арбузов. С веранды можно спуститься в сад с декоративными растениями.

### Рабочий кабинет Бориса Арбузова

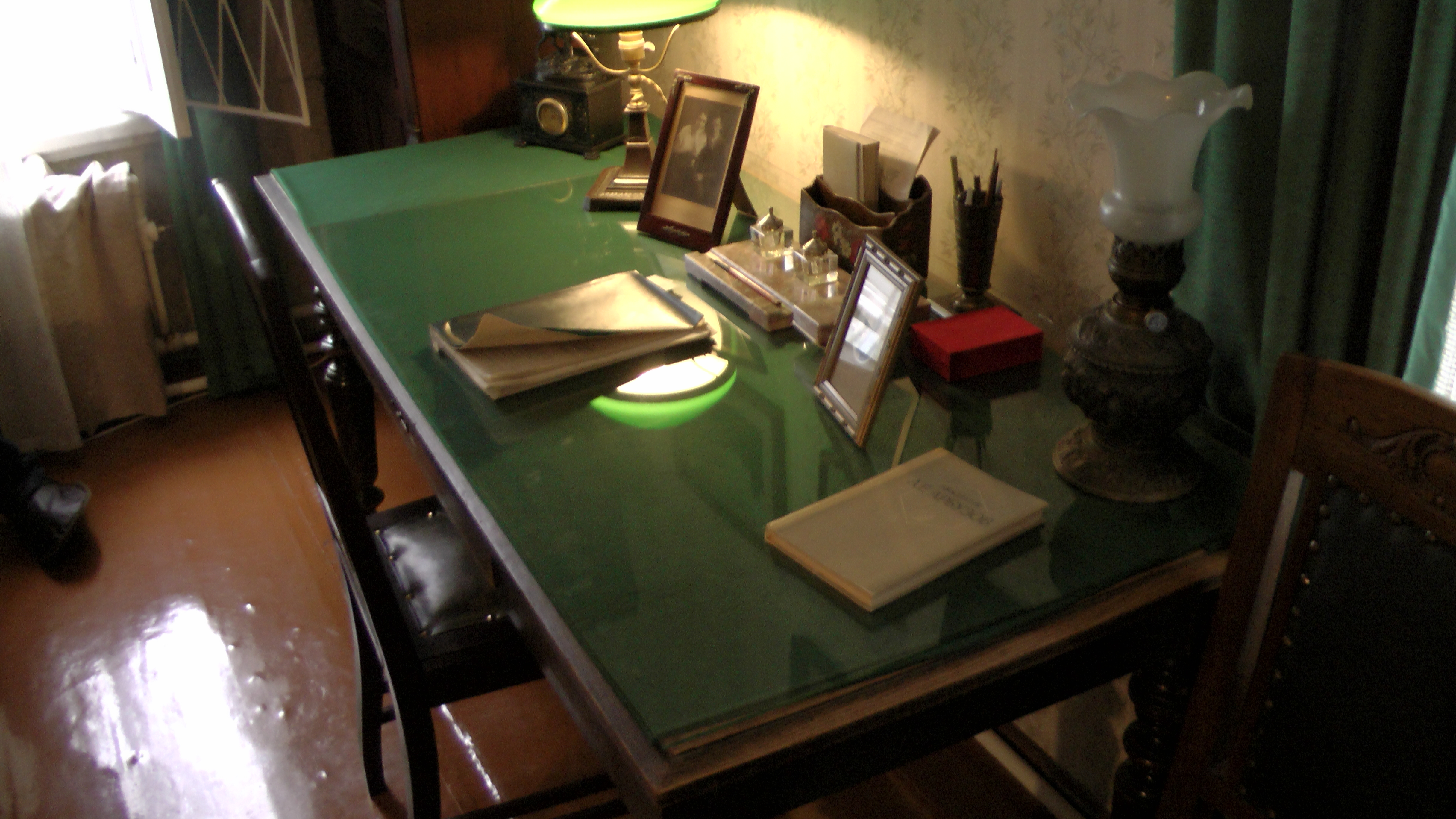
Письменный стол Бориса Арбузова в его рабочем кабинете

В современной мемориальной экспозиции дома-музея находится рабочий кабинет старшего сына Александра Арбузова — академика Бориса Арбузова. В экспозиции представлены его личные вещи: письменный стол, книжный шкаф, пейзажные фотозарисовки, сделанные Борисом Александровичем (он увлекался фотоискусством), в витрине можно увидеть его памятные медали и награды. Выставлены фотоаппарат и фотоувеличитель академика. Современный интерьер отличается от времени проживания здесь Бориса Александровича. Тогда все стены были заставлены книжными шкафами. Борис Арбузов много читал, как художественную, так и научную литературу. Ляля Юлдашева вспоминала, что, прочитав книгу о культуре индейцев племени майя вечером, утром следующего дня он уже делился своими впечатлениями от неё.

### Спальня Александра Арбузова

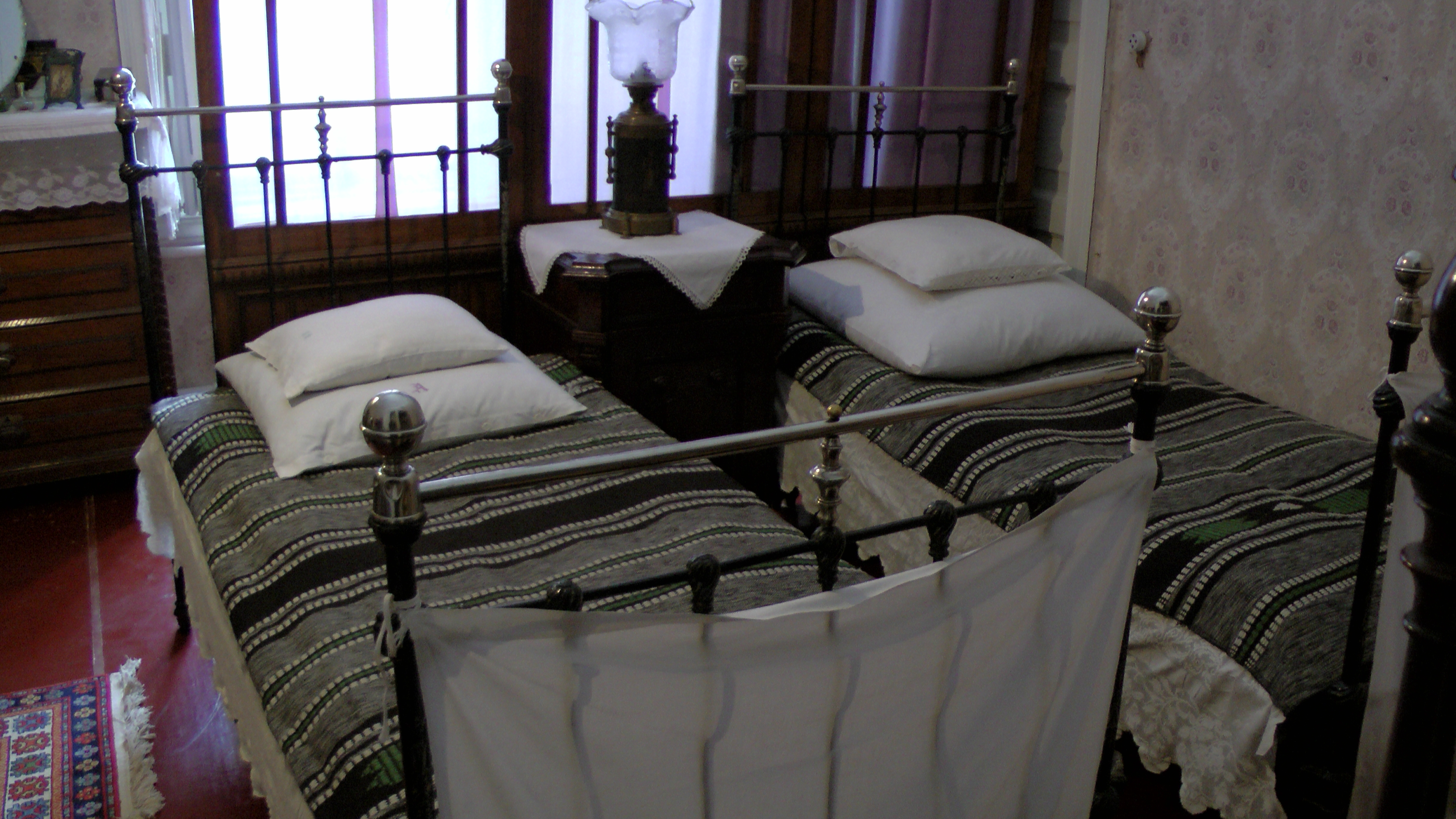
Спальня в доме-музее Александра и Бориса Арбузовых

Спальня отличается аскетизмом. Её интерьер полностью сохранился: две скромные кровати, ширма, шкафы, мраморный умывальник, комод, столик, на котором находится печатная машинка. В помещении также находится швейная машинка американской фирмы «Зингер» за которой работала супруга академика. Екатерина Арбузова сама занималась образованием детей, делала с ними уроки и обучала их французскому языку, который знала в совершенстве. Тяжёлым ударом для академика стала смерть его супруги в 1962 году. Он уволился из Химико-технологического института и стал отходить от научной деятельности. В последние годы жизни Александр Арбузов много времени проводил именно в этой комнате. Он много читал, в частности периодические издания и произведения русской литературы XIX века. Книги и советские журналы представлены в экспозиции на этажерке.

### Кухня
На кухне сохранились русская печь, холодильник «ЗИС Москва» и кухонная утварь, принадлежавшая семье учёного. Брошюра «Академик А. Е. Арбузов в Казани», изданная в 1977 году, подводя итог описанию интерьеров квартиры академика, делала вывод о большой скромности её владельца: «главным для него была наука и связанные с ней педагогическая и общественная деятельность».